# Салису, Мохаммед
Мохаммед Салису Абдул Карим (англ. Mohammed Salisu Abdul Karim; родился 17 апреля 1999) — ганский футболист, центральный защитник французского клуба «Монако» и сборной Ганы.

## Клубная карьера
Уроженец Аккры, столицы Ганы, Салису выступал за местные футбольные команды, включая футбольную академию «Африкан Талент». В октябре 2017 года переехал в Испанию, став игроком футбольной академии испанского клуба «Реал Вальядолид». 28 января 2018 года дебютировал в составе «Реал Вальядолид B» (резервной команды «Вальядолида») в матче Сегунды B против «Корухо».
1 марта 2018 года продлил свой контракт с клубом до 2021 года. 9 января 2019 года дебютировал в основном составе «Вальядолида» в матче Кубка Испании против «Хетафе».
22 мая 2019 года продлил свой контракт с клубом до 2022 года . 18 августа 2019 года дебютировал в Примере (высшем дивизионе чемпионата Испании) в матче против клуба «Реал Бетис». 26 октября 2019 года забил свой первый гол за «Вальядолид» в матче Примеры против «Эйбара».
В августе 2020 года перешёл в английский клуб «Саутгемптон».

## Карьера в сборной
В сентябре 2022 года был впервые вызван в сборную Ганы для участия в товарищеских матчах против сборных Бразилии и Никарагуа. 23 сентября дебютировал за сборную Ганы в игре против Бразилии, выйдя на замену Феликсу Афена-Гьяну.
14 ноября был включён в официальную заявку сборной Ганы для участия в матчах чемпионата мира 2022 года в Катаре. 17 ноября отличился первым голом за сборную в товарищеском матче против сборной Швейцарии. На турнире сыграл в матче против сборной Португалии.

## Статистика выступлений

### Международная статистика
| Сборная          | Сезон            | Товарищеские | Товарищеские | Официальные | Официальные | Итого | Итого |
| Сборная          | Сезон            | Игры         | Голы         | Игры        | Голы        | Игры  | Голы  |
| ---------------- | ---------------- | ------------ | ------------ | ----------- | ----------- | ----- | ----- |
| Гана             |                  |              |              |             |             |       |       |
| 2022             | 3                | 1            | 1            | 0           | 4           | 1     |       |
| Всего за карьеру | Всего за карьеру | 3            | 1            | 1           | 0           | 4     | 1     |

### Матчи за сборную
| № | Дата             | Оппонент   | Счёт | Голы | Карточки | Минуты | Соревнование            |
| - | ---------------- | ---------- | ---- | ---- | -------- | ------ | ----------------------- |
| 1 | 23 сентября 2022 | Бразилия   | 0:3  | —    | —        | 45'    | Товарищеский матч       |
| 2 | 27 сентября 2022 | Никарагуа  | 1:0  | —    | —        | 90'    | Товарищеский матч       |
| 3 | 17 ноября 2022   | Швейцария  | 2:0  | 1    | —        | 77'    | Товарищеский матч       |
| 4 | 24 ноября 2022   | Португалия | 2:3  | —    | —        | 90'    | Финальные матчи ЧМ-2022 |

Итого: 4 матча / 1 гол; 2 победы, 0 ничьих, 2 поражения.